# ECOWAS의 감비아 군사 개입
ECOWAS의 감비아 군사 개입 혹은 ECOWAS 감비아 임무(ECOMIG), 초기 코드네임 민주주의 회복 작전(Operation Restore Democracy)은 서아프리카 국가 경제 공동체(ECOWAS) 여러 국가가 감비아에 군사적으로 개입한 사건이다.
감비아 대통령 야히아 자메가 2016년 대통령 선거에서 아다마 바로에게 패배한 이후 대통령에 물러나길 거부하자 2017년 1월 ECOWAS 연합군이 감비아 내로 진군했다. 이로서 2016년~2017년 감비아 헌정위기가 종식되었다.
1월 19일 세네갈 다카르에 있는 세네갈 주재 감비아 대사관에서 취임 선서를 한 아다마 바로의 요청에 따라 ECOWAS 부대가 감비아 내로 진입했다. 부대가 감비아 수도인 반줄에 진입하자 자메는 대통령에 물러나 출국했다. 자메의 사임 이후에도 ECOWAS 병력 약 4천명이 감비아에 남아 바로가 돌아와 대통령을 인수인계 받을 때까지 질서 유지 활동을 진행했다. 취임 7일 후 바로는 감비아에 귀국하며 2,500명의 ECOWAS 병력에게 질서 확립을 위해 최소 6개월간 계속 주둔해 달라고 요청했다. 바로는 이 요청을 여러 차례 갱신했으며 ECOWAS는 2023년 6월 시점에서도 계속 감비아에 남아 국내 보안군을 훈련시키고 지원하고 있다.
2017년 1월 첫 군사 개입 이후 첫 몇시간 동안 산발적인 소규모 충돌 보고가 있었으나 초기 충돌에서 사상자는 발생하지 않았다. 이후 몇 달간 지역 사회에서 계속된 외국군 주둔에 반대하는 시위를 둘러싼 사건으로 민간인 최소 2명이 사망했다.

## 군사 개입 (2017년 1월 19~21일)

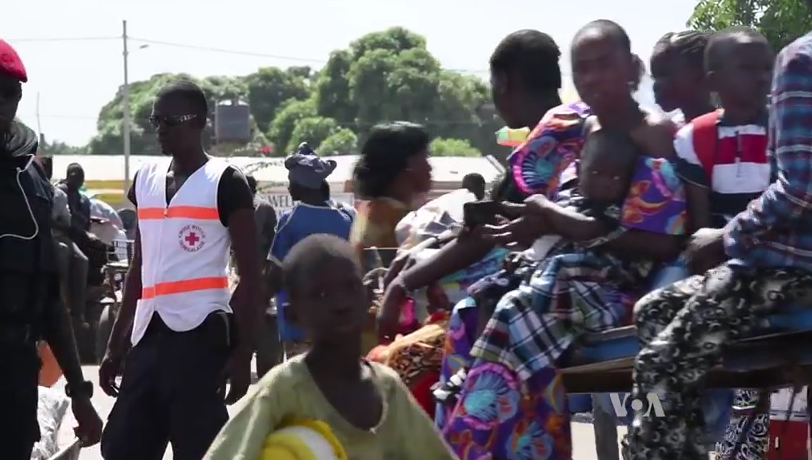
1월 18일 자메의 퇴진 거부 이후 국경 너머 세네갈로 약 26,000명의 난민이 탈출했다. 사진은 세네갈로 탈출한 감비아 시민의 모습.

서아프리카 국가 경제 공동체(ECOWAS)는 감비아 헌정위기 당시 2016년 12월 대선에서 패배한 후 물러나기를 거부한 감비아 대통령 야히아 자메를 물러나게 만들기 위해 군사적으로 개입하기로 결정하고 계속해서 퇴임을 거부할 경우 2017년 1월 19일부터 감비아 내로 군대를 개입하겠다고 발표했다. 작전명은 "민주주의 회복 작전"으로 결정되었다. ECOWAS 병력은 감비아 국경 주변에 집결했고 ECOWAS 위원회 의장인 마르셀 알랭 드 수자는 "육지, 해상, 공중으로 (감비아가) 포위되었다. 감비아 민주주의 회복 임무에 총 7천명의 병력이 참전할 예정이다"라고 발표했다. 반면 감비아군의 총 병력은 2,500명에 불과하다.
1월 19일 감비아 내 신변 안전 우려로 세네갈에 머물고 있던 아다마 바로가 세네갈 다카르에 있는 세네갈 주재 감비아 대사관에서 대통령 취임식을 가졌다.
바로의 취임 직후 유엔 안전 보장 이사회(UNSC)는 같은 날 만장일치로 결의 제2337호를 통과시켜 대통령직 이양을 시도하러는 ECOWAS의 입장을 지지하나 군사 행동에 대해선 지지를 표명하지 않고 "정치적 수단이 우선"이라고 요청했다.
유엔 안전 보장 이사회가 군사 행동은 승인하지 않았지만 세네갈군은 같은 날 가나군 일부 군대와 함께 나이지리아 공군 및 해군 병력의 지원을 받아 감비아 내로 진입했다. 감비아는 공중과 해상이 봉쇄되었다.
공격 초기에는 자메의 고향인 카닐라이 국경 마을 인근에서 세네갈군과 친자메 카사망스 민주세력운동(MFDC) 부대 사이 교전이 발생했으며 세네갈군이 마을을 장악했다고 알려졌다. 세네갈은 나중에 마지막으로 위기를 중재하기 위해 공세를 잠시 중단하고 자메가 여전히 대통령직을 포기하지 않을 경우 1월 20일 정오에 침공을 재개하기로 결정했다.
1월 20일 유엔난민기구는 세네갈의 추정치를 기반으로 발표한 성명에 따르면 감비아 국민 중 약 45,000명이 세네갈로 피난해 난민이 되었으며 최소 800명은 기니바사우로 피신했다. 세네갈에 도착한 난민 중 75% 이상이 어린이이며 나머지는 대부분 여성이다.
하지만 자메는 정오가 지나서도 하야를 거부했고 이후 시한이 16시(GMT)로 연장되었으나 이때도 사임하길 거부했다. 이에 따라 모리타니 대통령 모하메드 울드 압델 아지즈, 기니 대통령 알파 콩데, UN 지역대표 모하마드 이븐 참바스가 자메에게 사임하라고 다시 설득했다. 감비아 육군참모인 우스만 바디지에 중장은 바로에 충성한다고 선언하고 감비아군이 ECOWAS와 교전하지 않겠다고 발표했다. 바로와 세네갈 관료는 이후 자메가 퇴임에 동의했으며 곧바로 감비아를 출국한다고 발표했다. 한편 외교계는 자메가 거래를 배신할 경우를 대비하여 세네갈군이 국경에 계속 배치된다고 말했다. 나중에 망명을 대가로 출국한다는 거래가 합의되었다는 발표가 나왔으며 자메는 국영 텔레비전 방송에서 대통령에 물러나겠다고 발표했다.

## 안정화 임무 (2017년 1월 21일~현재)
1월 21일 자메가 망명한 후(처음에는 기니로 갔다가 이후 적도기니로 망명) ECOWAS 병력 약 4천명이 치안 유지를 위해 계속 감비아에 주둔하겠다고 발표했다.
2017년 1월 26일 바로가 감비아로 귀국했고 ECOWAS 병력 약 2,500명이 감비아 안정을 위해 계속 감비아에 남았다. 또한 바로는 추가로 6개월간 감비아 내에 남아달라고 요청했다. 이에 따라 반줄의 공항과 항구, 세네갈로 가는 주요 길목과 같은 곳에 주둔했다.
2월 8일 감비아 대통령은 안정 임무를 6개월 더 연장한다고 발표했다. 2월 중순 가나 대통령 나나 아쿠포아도는 감비아 안정을 위해 배치된 가나 군인의 수를 50명으로 축소하겠다고 발표했다.
4월 21일 ECOWAS 부대는 전 대통령 자메에 충성하는 감비아군과 충돌해 집에서 무덤을 지키고 있던 3명을 총으로 쏴 부상을 입혔다. 감비아군 대변인은 이에 오해가 있었으며 조사가 진행 중이라고 밝혔다. 감비아 정부는 6월 2일 민간인 1명이 카닐라이에서 ECOWAS에 반대하는 시위에서 사망했다고 발표했으며 민간인과 ECOWAS 장교 1명이 부상을 입었으며 시위대 22명이 체포되었다고 발표했다.
6월 2일 카닐라이에서 열린 수천 명의 시위에서 군인들이 "정당방위"라고 주장하고 시위대에 총격을 가해 세네갈군이 시위대에 총을 쏴 시위대 1명이 사망하고 9명이 부상을 입었다.
ECOWAS 군사 임무 기간은 2017년 6월 5일에 1년 연장되었으며, 2021년까지로 추가 연장되었다. 그 후 한번 더 기간이 연장되어 ECOWAS 병력은 2023년 6월에도 여전히 주둔중이다.
2020년 진행된 여론조사에 따르면 감비아 국민의 50% 이상이 ECOWAS 병력이 철수해야 한다고 답하면서 ECOWAS 부대의 지속적인 주둔에 국민이 미온적인 반응임이 나타났다. 바로 대통령은 외국군의 계속되는 주둔은 감비아군에 지원과 훈련을 위한 것이며 감비아 국민에게 비용이 들지 않는다고 말했다.

## 참여 병력
ECOWAS 연합군은 세네갈군, 가나군, 말리군, 토고군, 나이지리아군으로 구성되었다. 나이지리아는 항공기와 해군 함정도 지원했다.
감비아 육군참모총장은 군대가 분쟁에 관여하지 않을 것이라 선언했고 감비아 해군은 바로를 지지하기로 선언했다. 하지만 일부 준군사조직과 용병은 자메에 충성했다. 세네갈 내 반군인 카사망스 민주세력운동은 친자메 세력에 합류했음이 알려졌으며 세네갈 국경에 충돌이 일어났다.

## 국제적 반응
- 미국: 국무부 공보차관 존 커비는 미국은 개입을 지지한다고 발표했다.[55]
- 영국: 영국의 외무장관 보리스 존슨은 자메에게 물러나라고 촉구하고 "감비아 국민의 민주적 의사를 존중하기 위해 노력하고 있는 아프리카 내 조직"을 칭찬하면서 선거는 자유롭고 공정했다고 발표했다.[56]
- 중화인민공화국: 중화인민공화국 외교부는 분쟁을 "냉정하고" 침착하게 해결해야 한다고 주문했다.[57]